# Eschweiler Tal und Kalkkuppen
Koordinaten: 50° 32′ 24″ N, 6° 41′ 42″ O

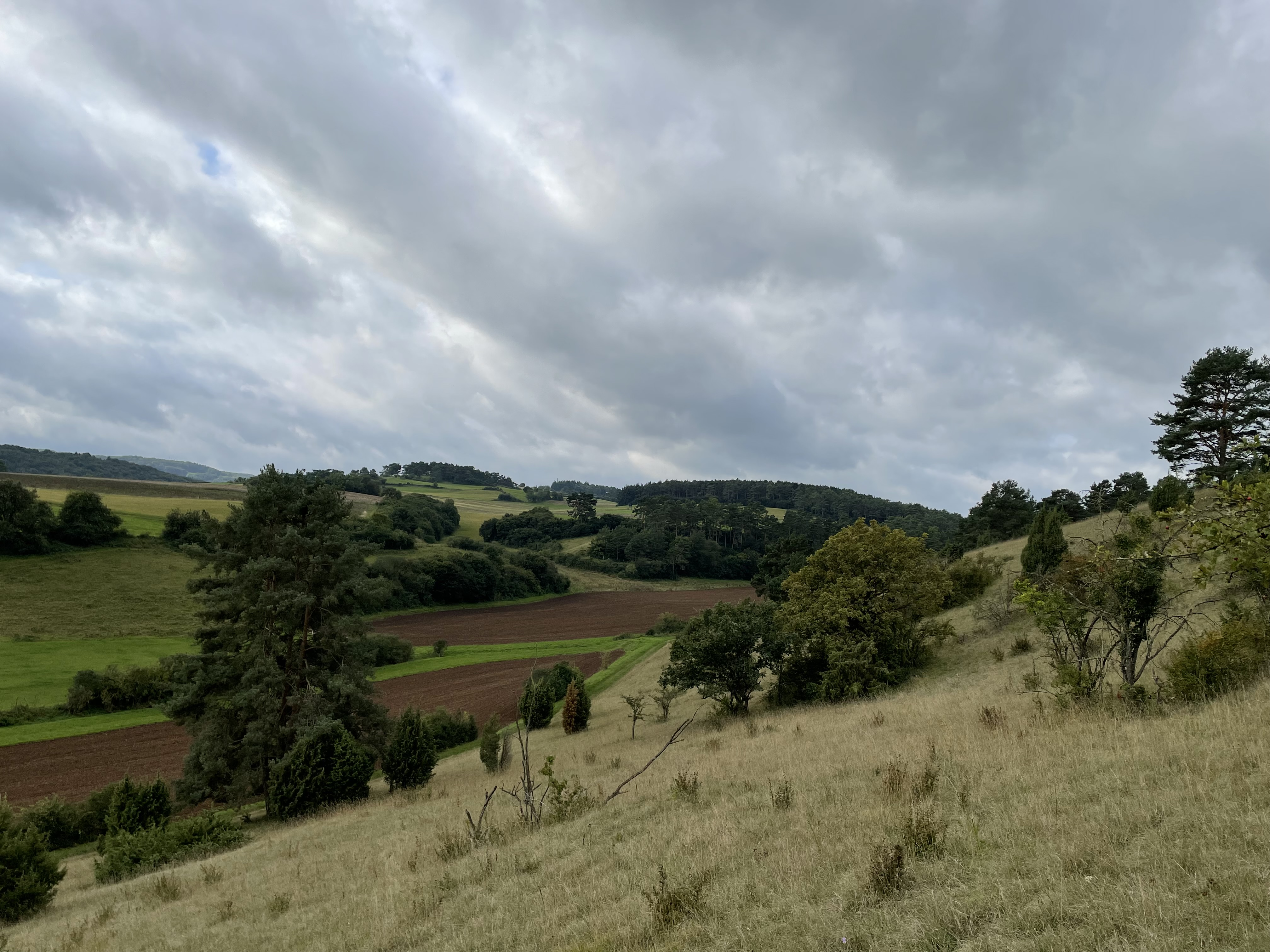
Naturschutzgebiet Eschweiler Tal und Kalkkuppen

Das Naturschutzgebiet Eschweiler Tal und Kalkkuppen liegt auf dem Gebiet der Stadt Bad Münstereifel im Kreis Euskirchen in Nordrhein-Westfalen.
Das Gebiet erstreckt sich südwestlich der Kernstadt Bad Münstereifel und südöstlich von Harzheim. Östlich verläuft die Landesstraße L 206 und fließt der Wespelbach, westlich verläuft die A 1.

## Bedeutung
Für Bad Münstereifel ist seit 1969 ein 636,11 ha großes Gebiet unter der Kenn-Nummer EU-005 als Naturschutzgebiet ausgewiesen. Die Unterschutzstellung erfolgt wegen der Bedeutung eines großen Teils des Gebietes für die Errichtung eines zusammenhängenden ökologischen Netzes besonderer Schutzgebiete in Europa.